# Dennis Mitchell
Dennis Mitchell (n. 20 februarie 1966, Havelock⁠(d), Carolina de Nord, SUA) este un atlet ce a reprezentat Statele Unite ale Americii, medaliat olimpic. A participat la trei ediții ale Jocurilor Olimpice (1988, 1992, 1996) în care a câștigat o medalie de aur, o medalie de argint și o medalie de bronz în probele de 4x100 m și 100 m. În 1998 a fost suspendat 2 ani pentru dopaj.

## Palmares
| An   | Competiție                       | Locație                 | Loc | Eveniment | Note    |
| ---- | -------------------------------- | ----------------------- | --- | --------- | ------- |
| 1984 | Jocurile Panamericane de Juniori | Nassau, Nassau          | 1   | 400 m     | 46,83   |
| 1984 | Jocurile Panamericane de Juniori | Nassau, Nassau          | 1   | 4x400 m   | 3:07,59 |
| 1985 | Jocurile Mondiale în sală        | Paris, Franța           | 6   | 200 m     | 21,92   |
| 1987 | Campionatul Mondial              | Roma, Italia            | 1   | 4x100 m   | 37,90   |
| 1988 | Jocurile Olimpice                | Seul, Coreea de Sud     | 4   | 100 m     | 10,04   |
| 1988 | Jocurile Olimpice                | Seul, Coreea de Sud     | –   | 4x100 m   | DS      |
| 1990 | Jocurile Goodwill                | Seattle, Statele Unite  | 4   | 100 m     | 10,26   |
| 1990 | Jocurile Goodwill                | Seattle, Statele Unite  | 3   | 200 m     | 20,89   |
| 1991 | Campionatul Mondial              | Tokio, Japonia          | 3   | 100 m     | 9,91    |
| 1991 | Campionatul Mondial              | Tokio, Japonia          | 1   | 4x100 m   | 37,50   |
| 1992 | Jocurile Olimpice                | Barcelona, Spania       | 3   | 100 m     | 10,04   |
| 1992 | Jocurile Olimpice                | Barcelona, Spania       | 1   | 4x100 m   | 37,40   |
| 1993 | Campionatul Mondial în sală      | Toronto, Canada         | 6   | 60 m      | 6,62    |
| 1993 | Campionatul Mondial              | Stuttgart, Germania     | 3   | 100 m     | 9,99    |
| 1993 | Campionatul Mondial              | Stuttgart, Germania     | 1   | 4x100 m   | 37,48   |
| 1994 | Jocurile Goodwill                | Sankt Petersburg, Rusia | 1   | 100 m     | 10,07   |
| 1995 | Campionatul Mondial              | Göteborg, Suedia        | –   | 100 m     | NT      |
| 1996 | Jocurile Olimpice                | Atlanta, Statele Unite  | 4   | 100 m     | 9,99    |
| 1996 | Jocurile Olimpice                | Atlanta, Statele Unite  | 2   | 4x100 m   | 38,05   |
| 1997 | Campionatul Mondial              | Atena, Grecia           | –   | 4x100 m   | NT      |
| 1998 | Jocurile Goodwill                | New York, Statele Unite | –   | 100 m     | DS      |
| 1998 | Jocurile Goodwill                | New York, Statele Unite | –   | 4x100 m   | DS      |
| 2001 | Campionatul Mondial              | Edmonton, Canada        | –   | 4x100 m   | DS      |

1. ↑  Sportivul a participat doar la calificări.

## Legături externe
- Materiale media legate de Dennis Mitchell la Wikimedia Commons
- en Dennis Mitchell la World Athletics
- en Dennis Mitchell la Olympedia.org